# Die großen Vier (Energieversorgung)

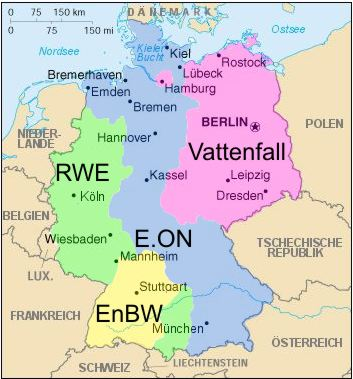
Die Einflussgebiete der großen Vier (vor der Entflechtung von Übertragungsnetzbetrieb und Stromerzeugung)

Die großen Vier waren die vier größten Energie-/Elektrizitätsversorgungsunternehmen (EVU) in Deutschland: E.ON, RWE, EnBW und Vattenfall.
Zu den „großen Vier“ gehörten auch zahlreiche Tochterunternehmen, wie z. B. Eprimo und E wie einfach (jeweils zu 100 Prozent im Besitz von E.ON), Naturenergie plus und Yello Strom (zu 100 Prozent im Besitz von EnBW).

Im Rahmen der Liberalisierung der Energiemärkte in der Europäischen Union wurden in Deutschland im Laufe der 1990er- bis Anfang der 2000er-Jahre aus ehemals acht großen Energiekonzernen nur noch vier. „Die großen Vier“ hielten in den ersten Jahren der Liberalisierung ein Oligopol in der Stromerzeugung mit beträchtlicher Marktmacht. So urteilte der Monitoringbericht 2007 von Bundesnetzagentur und Bundeskartellamt:
..., dass E.ON und RWE ca. 52 Prozent der Stromerzeugungskapazitäten in 2003 und 2004 zur Verfügung stehen. Die vier größten Stromversorgungsunternehmen kommen in diesem Zeitraum auf einen gemeinsamen Anteil von über 82 Prozent. Auch bei der in diesen Jahren erzeugten Nettostrommenge zeigt sich eine ähnliche Verteilung der Anteile auf geringfügig höherem Niveau. E.ON und RWE halten einen gemeinsamen Anteil von rund 60 Prozent in diesen Jahren, der Anteil der vier größten Stromversorgungsunternehmen liegt bei rund 90 Prozent.
Der Anteil Erneuerbarer Stromerzeugung, im Jahr 2007 bei 14,2 % vom Stromverbrauch, wird bei diesen Prozenten außen vorgelassen.

## Seit 2020: Die großen Fünf
Laut Monitoringbericht 2020 der Bundesnetzagentur und des Bundeskartellamtes werden für die Beurteilung der Wettbewerbssituation auf den Strom-Großhandelsmärkten nunmehr die fünf größten Stromerzeuger, gemessen nach den Einspeisemengen, betrachtet. Dabei wird die Erneuerbare Erzeugung nach dem Erneuerbare Energien Gesetz außen vor gelassen, da sie nicht unter wettbewerblichen Rahmenbedingungen erfolgt. Diese „großen Fünf“ sind derzeit RWE, LEAG (gehörte bis 2016 ebenfalls zu Vattenfall), EnBW, E.ON und Vattenfall. Sie erzeugten im Jahr 2019 gemeinsam 70,1 Prozent der unter wettbewerblichen Rahmenbedingungen eingespeisten Strommengen. Die von diesen Unternehmen insgesamt erzeugte Strommenge ist in den letzten Jahren kontinuierlich zurückgegangen. Dies liegt an einer steigenden Einspeisung Erneuerbarer Energien und auch an steigenden Stromimporten. Im Jahr 2019 erzeugten die größten Fünf 302,8 TWh Strom. Der Strommarkt wird damit trotz sinkender Marktmacht der großen Erzeuger immer noch als konzentriert wahrgenommen. Die Marktmacht der konventionellen Erzeuger wird aber auch durch den hohen Anteil Erneuerbarer Energien in der Stromversorgung stark relativiert.
Der Anteil der „großen Fünf“ an der Erneuerbaren Erzeugung lag 2019 bei 4,9 Prozent.